# Apopestes genistae
Apopestes genistae är en fjärilsart som beskrevs av Charles Joseph de Villers. Apopestes genistae ingår i släktet Apopestes och familjen nattflyn. Inga underarter finns listade i Catalogue of Life.